# Pont de Kazungula
Le pont de Kazungula est un pont routier, susceptible de recevoir une ligne ferroviaire, ouvert en 2021 et traversant le fleuve Zambèze, il relie la ville zambienne de Kazungula à son homonyme au Botswana séparées par la frontière entre le Botswana et la Zambie.

## Contexte
En août 2007, les gouvernements de Zambie et du Botswana ont annoncé un accord pour construire ce pont majeur au cœur de l'Afrique australe qui se substitura à une navette par ferry, désuète, insuffisante et dangereuse.
Il est inauguré avec retard en mai 2021.

## Réalisation

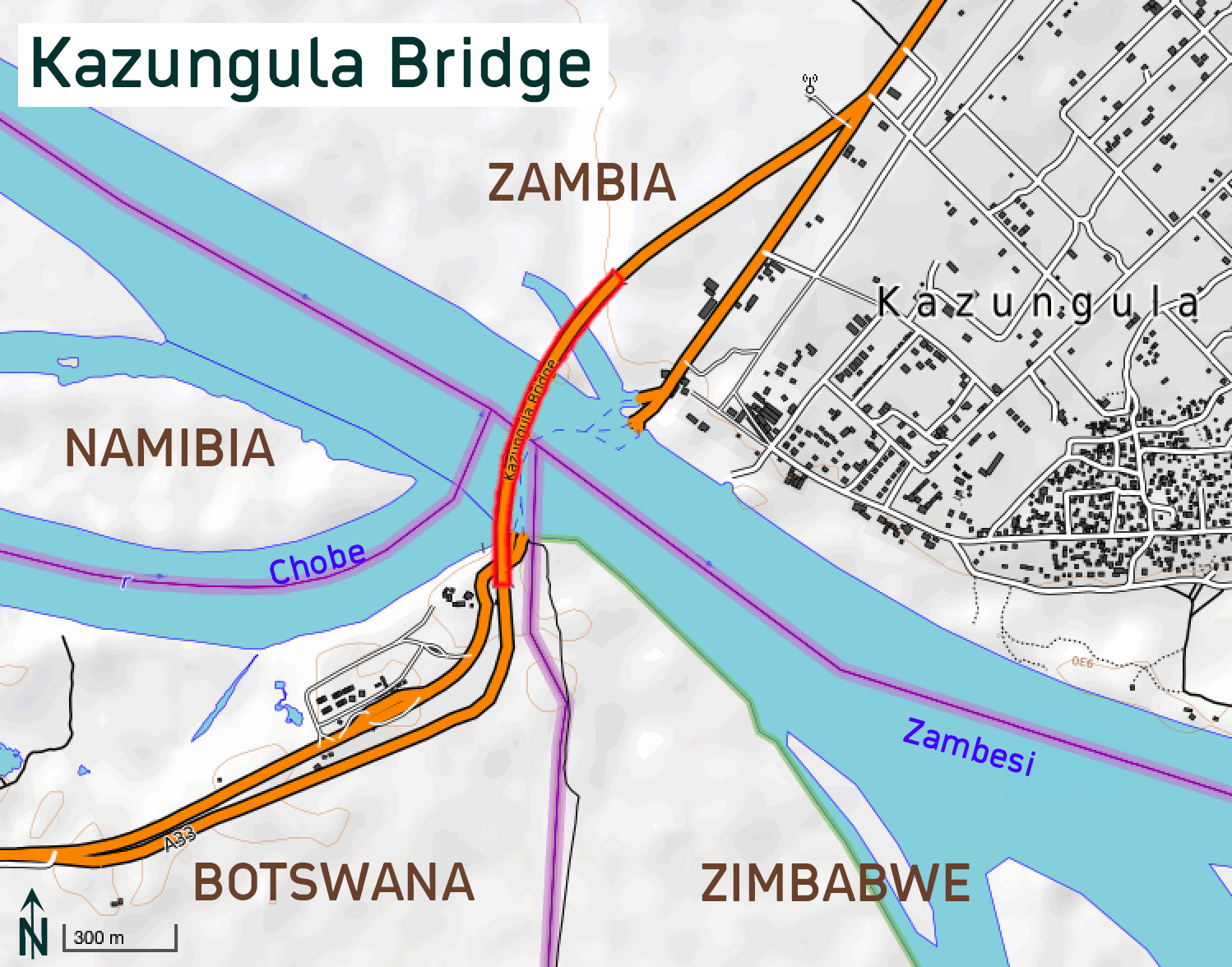
Plan montrant le pont Kazungula, entre Zambie et Botswana, incurvé pour éviter les frontières proches de la Namibie et du Zimbabwe.

La construction de cet ouvrage de 259,3 millions de dollars américains, comprend également les installations de douanes internationales en Zambie et au Botswana. 
Conçu par le groupe français Egis, les travaux, menés par Daewoo Construction and Engineering, ont officiellement commencé le 12 octobre 2014 et la mise en service est effective en 2021. En mars 2019, les travaux avaient été stoppés du fait d'un défaut de paiement du gouvernement zambien.
Le pont de 923 mètres de long et 18,5 mètres de large relie les villes homonymes de Kazungula en Zambie et au Botswana. Son plan est incurvé pour éviter les frontières voisines du Zimbabwe et de la Namibie,.

## Caractéristiques
Il s'agit d'un pont extradossé de caissons en béton précontraint assemblés en encorbellement dont la stabilité de l’ensemble est améliorée par un haubanage surbaissé.